# Francisco Jiménez de Cisneros
Francisco kardinál Jiménez de Cisneros OFM (tehdejším pravopisem Ximénes, 1436, Torrelaguna – 8. listopadu 1517, Roa) byl španělský kardinál a státník. Ačkoli pocházel z chudé rodiny, získal funkci španělského regenta, kardinála, velkého inkvizitora Španělska, působil jako náboženský reformátor, misionář mezi Maury, podporoval křížové výpravy do severní Afriky. Kardinál Cisernos hrál velkou úlohu ve změnách, k nimž došlo v dějinách Španělska za vlády Ferdinanda II. Aragonského a které ústily do období španělského zlatého věku.

## Život

### Mládí
Narodil se jako Gonzalo Jiménez de Cinseros v chudé rodině v kastilském městečku Torrelaguna, vystudoval na univerzitě v Alcalá de Henares a v Salamance. V roce 1459 odjel jako církevní právník do Říma, kde si ho všiml papež Pius II., jenž ho v roce 1465 poslal do Španělska s doporučujícím dopisem, aby mu bylo uděleno první uprázdněné obročí, totiž v městečku Uceda. Arcibiskup Alfonso Carillo de Acuna mu však toto místo odmítl udělit a po Jiménezových protestech ho na šest let uvrhl do vězení. Když se Carillo nakonec rozhodl mu obročí udělit, Jiménez ho okamžitě vyměnil za kaplanství v městě Sigüenza u kardinála a státníka Pedra Gonzáleze de Mendozy, kde se brzy stal generálním vikářem celé diecéze.
Získal si všeobecnou úctu a byl by mohl získat velký význam jako světský kněz, ve věku osmačtyřiceti let se však rozhodl vstoupit do františkánského řádu. Vzdal se všeho majetku, přijal jméno Francisco, vstoupil do kláštera v San Juan de los Reyes. Jeho soukromý život byl přísně asketický, v době, kdy byl mnichem, si záměrně ztěžoval řeholní povinnosti – spal na holé zemi, nosil žínici, konal dvojnásobné posty.
Posléze odešel do ještě osamělejšího kláštera Castanar, v blízkých lesích si postavil chatrč a žil jako poustevník, později žil v klášteře v Salzedě. Kardinál Mendoza nicméně nezapomněl na jeho schopnosti a v roce 1492 ho doporučil královně Isabele za zpovědníka. Jiménez nabídku přijal pod podmínkou, že bude dále smět žít mnišským životem ve svém klášteře a za královnou bude jen dojíždět. Funkce zpovědníka královny měla i politický význam, protože zpovědník královně neradil jen v soukromých a náboženských, ale také v politických záležitostech. Jiménezův asketický způsob života udělal na Isabellu velký dojem a proto mu v roce 1494 zajistila jmenování provinciálem řádu a po Mendozově smrti v roce 1495 přispěla k jeho jmenování arcibiskupem toledským a s tím spojenou funkcí kastilského kancléře. Jiménez funkci přijal s nelibostí a až po půlročním naléhání na přímý příkaz papeže, stále žil velmi asketickým životem.

### Politické působení

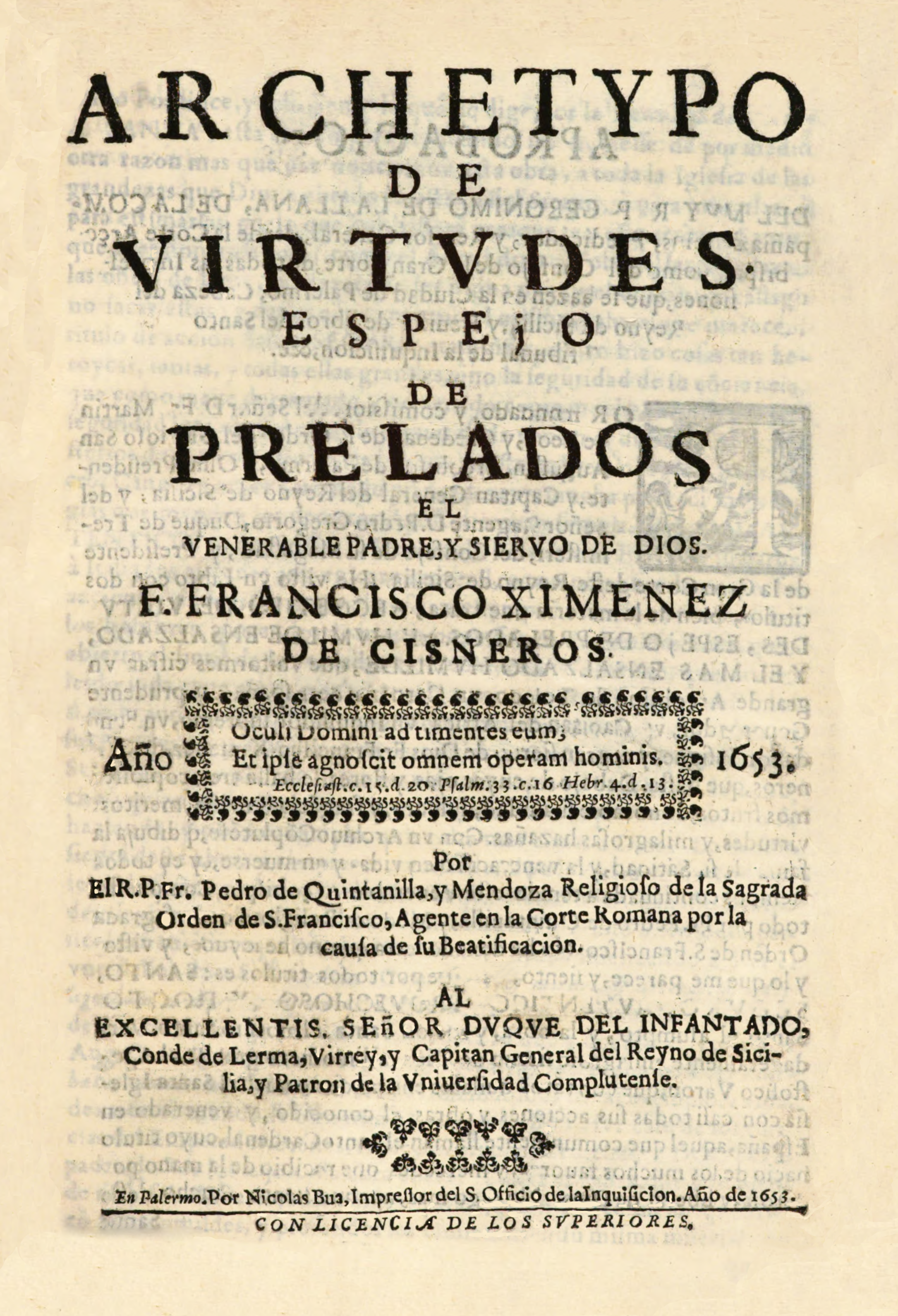
Archetypo de virtudes (Pedro de Quintanilla y Mendoza, 1653)

Jiménez ve své funkci především zavedl četné reformy, zprvu ve františkánském řádu, později u všeho ostatního kléru. Přísně zakázal konkubinát mnichů, kněží museli sídlit ve farnostech, kde působili, a museli zde každou neděli kázat a zpovídat. Reformy se setkaly s velkým odporem, údajně asi čtyři sta mnichů uprchlo do Afriky a konvertovalo k islámu. Sám generál řádu ho vyzval, aby svůj přísný postoj zmírnil, Jiménez však byl neoblomný a s podporou mocné královny Isabely své dílo dokončil.
V roce 1499 Jiménez doprovázel španělský inkviziční soud do Granady, kde usiloval o obrácení muslimského obyvatelstva na křesťanství. Tamní arcibiskup volil cestu postupného působení pomocí teologických argumentů, přísný Jiménez ale požadoval nucené masové konverze a nařídil spálit všechny arabské rukopisy s výjimkou lékařských spisů. Útlak muslimského obyvatelstva, tzv. mudejarů, nakonec vyústil v otevřenou vzpouru. Muslimům bylo dáno na výběr – buď se dají pokřtít, nebo emigrují. Většina se rozhodla pro křest a v roce 1500 tak Jiménez mohl oznámit, že „ve městě už není žádný nekřesťan a ze všech mešit jsou kostely“. Problémy ale přetrvávaly až do roku 1609, kdy byli všichni moriskové vyhnáni ze španělského území.
V roce 1504 Isabela Kastilská zemřela. Ferdinand se ocitl ve sporu o následnictví proti Filipu I. Kastilskému. Jiménez se podílel na urovnání konfliktu a uzavření smlouvy z Villafáfily, podle níž se stal Filip kastilským králem. Když Filip v roce 1506 zemřel, pobýval Ferdinand v Neapoli. Jiménez vytvořil regentskou vládu, která zabránila vysoké šlechtě chopit se moci. Za odměnu za svou věrnost jmenoval Ferdinand Jiméneze v roce 1507 velkým inkvizitorem Kastilie a Leónu a vymohl mu jmenování kardinálem.
Další významnou událostí v Jiménezově životě byla křížová výprava proti maurskému městu Oran v Severní Africe. Průzkumná výprava, kterou financoval sám Jiménez, v roce 1505 dobyla přístav Mers El Kébir, v roce 1507 se osobně účastnil tažení, při němž bylo dobyto město Oran. Ferdinand ale nehodlal v severoafrickém tažení pokračovat.

### Stáří
V roce 1516 zemřel sám Ferdinand a Jiménez se stal regentem jeho vnuka Karla V., kterému tehdy bylo šestnáct let a pobýval v Nizozemí. Jiménez se chopil moci pevně a rozhodně, vystupovala však proti němu kastilská šlechta i Karlovi vlámští rádci. Ač to bylo proti tehdejším zákonům, vyhověl Karlovu přání být prohlášen králem, zabezpečil Karlova mladšího bratra Ferdinanda I. a zavedl stálou armádu.
Když v září 1517 Karel připlul do Španělska a Jiménez se s ním spěchal setkat. Na cestě ale onemocněl (existuje podezření, že byl otráven) a proto mu Karel pouze dopisem poděkoval za jeho služby a zbavil ho funkce. Několik hodin poté Jiménez zemřel.

## Význam pro kulturu
V roce 1500 Jiménez na své vlastní náklady založil Komplutenskou universitu v Alcalá de Henares (dnes v Madridu, ale i Alcalská univerzita) (největší univerzitu ve Španělsku), jíž také odkázal většinu svého majetku. Stál za vydáním Komplutenské polygloty, podporoval mozarabský ritus (starobylý španělský ritus vzniklý v 7. století a postupně vytlačený římským; Jiménez v něm dal vytisknout misál a breviář a založil v katedrále v Toledu kapli, v níž se měla každý den sloužit liturgie hodin a mše svatá podle tohoto ritu). Brzy po smrti byl zahájen kanonizační proces, k prohlášení za svatého však nikdy nedošlo.